# Isopterygium lignicola
Isopterygium lignicola är en bladmossart som beskrevs av Georg Friedrich von Jaeger 1878. Isopterygium lignicola ingår i släktet Isopterygium och familjen Hypnaceae. Inga underarter finns listade i Catalogue of Life.